# Міллерсвілл (Теннессі)
Міллерсвілл (англ. Millersville) — місто (англ. city) в США, в округах Самнер і Робертсон штату Теннессі. Населення — 6299 осіб (2020).

## Географія
Міллерсвілл розташований за координатами 36°23′47″ пн. ш. 86°42′39″ зх. д. / 36.39639° пн. ш. 86.71083° зх. д. (36.396377, -86.710932).  За даними Бюро перепису населення США в 2010 році місто мало площу 35,50 км², уся площа — суходіл.

## Демографія
Згідно з переписом 2010 року, у місті мешкало 6440 осіб у 2475 домогосподарствах у складі 1746 родин. Густота населення становила 181 особа/км².  Було 2669 помешкань (75/км²).
Расовий склад населення:
| - 90,9 % — білих - 4,0 % — чорних або афроамериканців - 0,8 % — азіатів - 0,3 % — корінних американців - 0,1 % — вихідців з тихоокеанських островів - 2,0 % — осіб інших рас |

До двох чи більше рас належало 1,9 %. Частка іспаномовних становила 5,0 % від усіх жителів.
За віковим діапазоном населення розподілялося таким чином: 25,9 % — особи молодші 18 років, 65,8 % — особи у віці 18—64 років, 8,3 % — особи у віці 65 років та старші. Медіана віку мешканця становила 35,2 року. На 100 осіб жіночої статі у місті припадало 99,4 чоловіків;  на 100 жінок у віці від 18 років та старших — 98,6 чоловіків також старших 18 років.
Середній дохід на одне домашнє господарство  становив 60 550 доларів США (медіана — 58 803), а середній дохід на одну сім'ю — 67 501 долар (медіана — 65 676). Медіана доходів становила 40 795 доларів для чоловіків та 37 590 доларів для жінок. За межею бідності перебувало 6,8 % осіб, у тому числі 6,7 % дітей у віці до 18 років та 2,7 % осіб у віці 65 років та старших.
Цивільне працевлаштоване населення становило 3393 особи. Основні галузі зайнятості: роздрібна торгівля — 19,0 %, освіта, охорона здоров'я та соціальна допомога — 17,1 %, виробництво — 14,4 %.